# 乗用車
乗用車（じょうようしゃ、英: passenger car）、乗用自動車とは、もっぱら人間の移動のために用いられる自動車のことである。ただし、自動二輪車（オートバイ）や中型以上の乗用自動車（バス）は含まれないのが一般的である。また狭義としてタクシー・ハイヤーを除く自家用のものを指す場合もある。対義語としては貨物自動車、商用車、特種用途自動車などがある。

## 欧米

### 北米
北米における乗用車（Car）は、ライトトラック(Light truck)の対義語としても存在する。ライトトラックは実用性の高さに加えて税法上優遇されているため個人・法人問わず高い人気を誇っており、自動車販売台数では常にビッグスリーのピックアップトラックが乗用車を抜いて最上位を占めている。加えて日本なら乗用車に含まれるSUV、バンのような大型の背の高い自動車もライトトラックに含まれる。そうした事情から、北米における"乗用車"はセダンやクーペ・ハッチバックなど背の低いボディタイプを指す言葉としての意味合いが強い。
北米の乗用車はレンタカーやカンパニーカー（役員クラスが乗る会社所有の通勤車）向けの需要がメインとなっており、法人向けに激しい値下げ競争が行われている。またレンタカー会社は乗用車を一年使用したあと中古車市場に流すため、新車需要は多いとは言えない。
2010年代からビッグスリーは北米において、ライトトラックに注力する代わり乗用車の販売を大きく縮小している。クライスラー・フォードはほぼ北米の乗用車から撤退状態にすることを決めている。

### 欧州
欧州諸国の1人当たりの乗用車保有台数は0.35～0.55台/人となっている（2005年）。
乗用車需要は1990年代前半の景気後退時には横ばいになったが、1992年以後は経済が回復して増加に転じた。

## 日本
日本の1人当たりの乗用車保有台数は0.47台/人となっている（2013年）。また乗用車の日本国内販売台数は2017年の1年間で520万台余りである。

### 種類
日本における自動車の種類を参照。

### ナンバープレートによる区分
日本ではナンバープレートの分類番号が3で始まるものを普通乗用車（通称3ナンバー車）、5もしくは7で始まるものを小型乗用車（通称5ナンバー車）と呼ぶ。国土交通省による統計でも、この区分を用いている。かつては3ナンバーと5ナンバーの課税額の差が大きく5ナンバー車が大半だったが、1989年に3ナンバー車の自動車税の課税方式が排気量の細分化や排気量のみで課税される方式に変更されて同額となったため3ナンバー車が増加した。近年は安全基準の厳格化とコスト削減→海外と共通化すると言う観点から、5ナンバー車は絶滅に近い状態になり始めている。
5ナンバー車の条件
- 全長：4,700mm以内
- 全幅：1,700mm以内
- 全高：2,000mm以内
- 総排気量：2,000cc以内

※ただし、排気量はガソリン車のみの設定であり、ディーゼル車には排気量の制限がない。
上記の数値をどれか1項目でも上回る乗用車が3ナンバー（普通乗用車）となる。最近の傾向として、排気量2,000cc以内で、5ナンバー（小型乗用車）であったモデルをフルモデルチェンジした時、室内を広くするため全幅が1,700mmを超えた場合3ナンバー（普通乗用車）となる（この場合、自動車税は5ナンバーと同額の39,500円であった）。

### 車検
新車時の車検の期間が３年と長く設定されているのは２５０ｃｃ以上の乗用自動車と自動二輪車、トライク、サイドカーだけである（2007年現在）。これら以外の場合は殆どが２年である。また、レンタカーに供されるものも2年である。

### 自動車税
同じ排気量、同じ車種でも、自家用車（白ナンバー）の自動車税は緑地に白文字のナンバープレートを持つ事業用の車両（タクシーやハイヤーなどの緑ナンバー）の自動車税と比べて高くなっている。これは自家用が贅沢品と看做されるため。
例：乗用車（排気量1.5リッター超 - 2.0リッター以下）
- 自家用：39,500円/年
- 事業用：9,500円/年